# Epistephium laxiflorum
Epistephium laxiflorum är en orkidéart som beskrevs av João Barbosa Rodrigues. Epistephium laxiflorum ingår i släktet Epistephium och familjen orkidéer. Inga underarter finns listade i Catalogue of Life.